# Gordon Scott (Basketballspieler)
Gordon Scott (* 26. Dezember 1976 in Pasadena (Kalifornien), USA) ist ein ehemaliger US-amerikanischer Basketballspieler.

## Werdegang
Scott spielte am Barton Community College im US-Bundesstaat Kansas und hernach zwischen 1998 und 2000 an der University of Idaho in der ersten NCAA-Division. Für Idaho kam der Flügelspieler (1,96 Meter) bei 55 Einsätzen auf Mittelwerte von 16,2 Punkten, 3,1 Rebounds, 2,3 Korbvorlagen und 1,8 Ballgewinne je Begegnung.
Ein Engagement beim israelischen Verein Maccabi Rischon LeZion zerschlug sich kurz vor dem Beginn der Saison 2000/01, Scott ging in sein Heimatland zurück und verstärkte die Dakota Wizards in der Liga IBA. In der Saison 2001/02 stand er in Diensten des deutschen Zweitligisten BG Ludwigsburg. Er erzielte für Ludwigsburg rund 21 Punkte je Begegnung, wurde Publikumsliebling und stieg mit der von Trainer Peter Schomers betreuten Mannschaft in die Basketball-Bundesliga auf.
Er verließ Ludwigsburg und ging zur Saison 2002/03 zu Golbey-Epinal in die zweite Liga Frankreichs. Er wurde in fünf Ligaspielen eingesetzt (9,6 Punkte/Partie), Scott litt unter einer Fußverletzung und ging nach Deutschland zurück. Bis zum Saisonende 2002/03 spielte er beim TSV 1860 Ansbach, in der Saison 2003/04 dann beim Regionalligisten MTV Stuttgart. Im Sommer 2004 wurde der US-Amerikaner vom Zweitligisten Rhöndorf verpflichtet. Von 2005 bis 2007 spielte er mit EnBW Ludwigsburg in der Basketball-Bundesliga. Dort kam er zu insgesamt 70 Einsätzen und erzielte 6,3 Punkte pro Spiel.
Scott kam während der Saison 2007/08 zum VfL Kirchheim und erzielte in dieser Saison in 12 Einsätzen der 2. Bundesliga ProB 10,9 Punkte pro Spiel. Er stieg mit Kirchheim 2008 in die zweithöchste deutsche Spielklasse (2. Bundesliga ProA) auf und blieb bis 2011 im Kirchheimer Aufgebot.
Scott erkrankte 2023 schwer, festgestellt wurden eine Blutvergiftung und eine Autoimmunerkrankung. Seine Ehefrau erließ im Oktober 2023 einen Spendenaufruf, um die Behandlungen bezahlen zu können, innerhalb weniger Wochen kam eine fünfstellige Summe zusammen.